# 沙岭子镇
沙岭子镇，是中华人民共和国河北省张家口桥西区下辖的一个乡镇级行政单位，西北临张家口市高新区，东南接张家口市宣化区，南与宣化县江家屯乡隔洋河相望。镇域总面积41.4平方公里，其中耕地面积20325亩（1500亩=1平方公里）。
镇域总人口4.8万，其中农业人口1.9万。
沙岭子镇原属宣化县，2016年1月划归张家口市桥西区管辖。

## 行政区划
沙岭子镇下辖以下地区：
二里半村、南兴渠村、沙岭子村、太师湾村、屈家庄村和沙地房村。

## 交通
- 京包铁路（设有沙岭子站）， 京藏高速（留有互通），张承高速。

## 经济状况
1994年，财政收入500.1万元
1999年，财税收入784万元
2001年，财政收入1021.9万元
2002年，财政收入1074.1万元
2004年，财政收入1720.59万元
2007年，财政收入2812.16万元